# Bundestagswahlkreis Bremen-West
Der Bundestagswahlkreis Bremen-West war von 1949 bis 2002 ein Wahlkreis in Bremen. Er umfasste zuletzt die Bremer Stadtteile Blockland, Findorff, Gröpelingen, Huchting, Neustadt, Mitte, Seehausen, Strom, Walle und Woltmershausen. Zur Bundestagswahl 2002 wurde die Zahl der Bundestagswahlkreise in Bremen von drei auf zwei reduziert und dabei der Wahlkreis Bremen-West aufgelöst. Sein Gebiet wurde auf die beiden Wahlkreise Bremen I und Bremen II – Bremerhaven aufgeteilt. Der letzte direkt gewählte Wahlkreisabgeordnete war Konrad Kunick (SPD).

## Wahlkreissieger
| Wahl | Name                | Partei | Erststimmen |
| ---- | ------------------- | ------ | ----------- |
| 1998 | Konrad Kunick       | SPD    | 58,1 %      |
| 1994 | Konrad Kunick       | SPD    | 51,4 %      |
| 1990 | Hans Koschnick      | SPD    | 50,1 %      |
| 1987 | Hans Koschnick      | SPD    | 55,7 %      |
| 1983 | Claus Grobecker     | SPD    | 57,0 %      |
| 1980 | Claus Grobecker     | SPD    | 58,4 %      |
| 1976 | Claus Grobecker     | SPD    | 59,2 %      |
| 1972 | Claus Grobecker     | SPD    | 66,6 %      |
| 1969 | Hans Stefan Seifriz | SPD    | 57,1 %      |
| 1965 | Hans Stefan Seifriz | SPD    | 53,7 %      |
| 1961 | Hans Stefan Seifriz | SPD    | 55,5 %      |
| 1957 | Siegfried Bärsch    | SPD    | 53,0 %      |
| 1953 | Siegfried Bärsch    | SPD    | 45,2 %      |
| 1949 | Siegfried Bärsch    | SPD    | 36,1 %      |

## Wahlkreisgeschichte
| Wahl      | Wahlkreisname  | Gebiet |
| --------- | -------------- | --- |
| 1949      | 2 Bremen-West  | Von Bremen die Stadtteile Blockland, Findorff, Gröpelingen, Walle, Mitte, Neustadt, Huchting, Seehausen, Strom und Woltmershausen,                               |
| 1953–1961 | 58 Bremen-West | Von Bremen die Stadtteile Blockland, Findorff, Gröpelingen, Walle, Mitte, Neustadt, Huchting, Seehausen, Strom und Woltmershausen,                               |
| 1965–1994 | 51 Bremen-West | Von Bremen die Stadtteile Blockland, Findorff, Gröpelingen, Walle, Mitte ohne Ostertor, Neustadt ohne Huckelriede, Huchting, Seehausen, Strom und Woltmershausen |
| 1998      | 51 Bremen-West | Von Bremen die Stadtteile Blockland, Findorff, Gröpelingen, Walle, Mitte, Neustadt, Huchting, Seehausen, Strom und Woltmershausen                                |